# Comuna Punat, Primorje-Gorski kotar
Punat este o comună în cantonul Primorje-Gorski kotar, Croația, având o populație de 1.973 de locuitori (2011).

## Demografie
Componența etnică a comunei Punat
     Croați (89,81%)
     Sârbi (2,43%)
     Bosniaci (1,98%)
     Necunoscut (0,66%)
     Neclasificat (4%)
Componența confesională a comunei Punat
     Catolici (84,09%)
     Musulmani (4,36%)
     Fără religie și atei (4,36%)
     Ortodocși (2,64%)
     Necunoscută (3,45%)
     Alte religii (1,12%)
Conform recensământului din 2011, comuna Punat avea 1.973 de locuitori. Din punct de vedere etnic, majoritatea locuitorilor (89,81%) erau croați, existând și minorități de sârbi (2,43%) și bosniaci (1,98%). Apartenența etnică nu este cunoscută în cazul a 0,66% din locuitori. Din punct de vedere confesional, majoritatea locuitorilor (84,09%) erau catolici, existând și minorități de musulmani (4,36%), persoane fără religie și atei (4,36%) și ortodocși (2,64%). Pentru 3,45% din locuitori nu este cunoscută apartenența confesională.